# Le Premier Oublié
Pour plus de détails, voir Fiche technique et Distribution.
Le Premier Oublié est un téléfilm dramatique français en deux parties réalisé par Christophe Lamotte, diffusé en 2019. Il s’agit de l’adaptation du roman homonyme de Cyril Massarotto.

## Résumé
Axel découvre que sa mère est atteinte de la maladie d'Alzheimer.

## Fiche technique
Sauf indication contraire, les informations mentionnées dans cette section peuvent être confirmées par la base de données cinématographiques Allociné,  présente dans la section « Liens externes ».
- Titre original : Le Premier oublié
- Réalisation : Christophe Lamotte
- Scénario : Négar Djavadi et Johanne Rigoulot, d’après le roman homonyme de Cyril Massarotto
- Musique : Brice Davoli
- Production : Franck Calderon et Karine Evrard
- Sociétés de production : UGC, M2Thep Entertainment, TF1 Production
- Société de distribution : TF1 Distribution
- Pays d'origine : France
- Langue originale : français
- Format : couleur
- Genre : drame
- Durée : 90 minutes
- Dates de première diffusion : 
  - Belgique : 22 septembre 2019 sur La Une[1]
  - France : 7 octobre 2019 sur TF1[2]
- Public : Tout public

## Distribution
- Muriel Robin : Françoise
- M. Pokora : Axel
  - Kévin Claverie : Axel, dix ans
  - Baptiste Brodu : Axel, dix-sept ans
- Francis Renaud : Ivan
  - Florent Caniaux : Ivan, vingt ans
- Camille Aguilar : Lucie
  - Kelly Billoir : Lucie, cinq ans
- Grégoire Champion : Noé
- Flore Bonaventura : Maureen
- Yoli Fuller : Seb
- Natalia Dontcheva : Catherine
- Michel Vivier : Jeff
- Sylvie Malys : Nora
- Hamza El Yamani : le cuisinier
- Martine Costes : Léa
- Michel Théboeuf : M. Bridet
- Marina Golovine : la directrice de supermarché
- Jeff Bigot : le directeur de l'école
- Bénédicte Dessombz : la propriétaire d'une brasserie
- Lionel Michaud : le policier
- Émilie Esquerré : le médecin neurologue
- Jean-Adrien Espiasse : l'homme 1
- Adrien Garcia : l'homme 2
- Sébastien Boissavit : le client de Noé
- Christian Loustau : Simon
- Juliette Pivolot : Clara

## Production

### Genèse
Matt Pokora est à l'origine du projet. Sensibilisé par la maladie de son grand-père, il souhaite adapter le roman Le Premier Oublié de Cyril Massarotto à l'écran. C'est sa première apparition en tant qu'acteur dans un premier rôle. Il explique qu'il souhaitait depuis longtemps être acteur mais que les propositions qu'il recevait ne lui convenaient pas. Il a donc décidé d'être lui-même l'initiateur de son premier rôle, accompagné de son manager Thierry Saïd et des groupes UGC et TF1. Pour préparer le téléfilm, le chanteur a pris des cours à Los Angeles. La mère de Muriel Robin a également été touchée par la maladie.

### Tournage
Le tournage a lieu à Bordeaux, Portets et au Tourne en juin 2019.

## Audience
Lors de sa première diffusion sur TF1, le téléfilm est suivi par plus de 6,2 millions de téléspectateurs, soit 28,1 % de part de marché dont 34,0 % des femmes de moins de cinquante ans.

## Récompense
- Trophées du Film Français[8]
  - Trophée de la fiction unitaire
- Les Globes 2020 (Édition 14)[9]
  - M. Pokora nommé Meilleur acteur de fiction unitaire
  - Muriel Robin nommée Meilleure actrice de fiction unitaire